# Переддільник частоти
Переддільник частоти (англ. prescaler) це електронний лічильник, що використовується для зменшення електричного сигналу високої частоти до менших значень частоти за допомогою цілочисленного ділення. Переддільник бере за основу базову частоту таймеру (яка може бути тактовою частотою процесора) і ділить її на деяке значення перед тим як передати її таймеру, відповідно до того як сконфігуровані регістри переддільника. Значення переддільника, які можна конфігурувати можуть бути обмежені до деякого набору фіксованих значень (степенів двійки), або бути будь-яким цілим числом від 1 до 2^P, де P кількість біт переддільника.
Переддільник призначається для того, щоб дозволити робити відлік таймеру на частоті, яку сконфігурує користувач. Для більш коротких (8 і 16-бітових) таймерів, завжди виникає необхідність шукати баланс між роздільною здатністю (велика точність потребує високої частоти таймеру) і діапазоном (висока частота таймеру призводить до того, що таймер швидше переповнюється). Наприклад, не можливо (без додаткових дій) досягти роздільної здатності в 1 µs і водночас максимального періоду в 1 сек використовуючи 16-бітний таймер. В такій ситуації при роздільній здатності в 1 µs період буде обмежений до 65мс максимум. Однак, переддільник дозволяє задати співвідношення між роздільною здатністю і максимальним періодом, аби досягти бажаного результату.